# Where's the Baby?
Where's the Baby? è un cortometraggio muto del 1913 diretto da Lionel Barrymore. Prodotto dalla Biograph Company, il film venne distribuito nelle sale il 6 novembre 1913 dalla General Film Company.

## Produzione
Il film fu prodotto dalla Biograph Company.

## Distribuzione
Distribuito dalla General Film Company, il film - un cortometraggio di 127 metri - uscì nelle sale cinematografiche USA il 6 novembre 1913. Nelle proiezioni, veniva programmato con il sistema dello split reel, accorpato in un'unica bobina con un altro cortometraggio prodotto dalla Biograph, la commedia In the Hands of the Black Hands.